# En ska bort
En ska bort var ett svenskt frågeprogram som sändes i TV4 mellan 16 januari 2016 och 25 maj 2019 med Rickard Sjöberg som programledare. Spelet bestod av olika frågeronder där de tävlande fick se en rubrik och fyra bilder, varefter den bild som inte passade ihop med rubriken skulle bort. De tävlande kan vinna upp till en miljon kronor. Programmet producerades av produktionsbolaget ELK Entertainment. 
Två tv-program med liknande idéer och namn är amerikanska Knockout (1977–1978) och brittiska Odd One Out (1982–1985). Inslag på temat "vilken ska bort?" förekom också i Fem myror är fler än fyra elefanter (1973–1975).